# حماسة (شعر)
شعر الحماسة هو شعر الذي يثير الحماس في نفس الشاعر أو في نفس المستمع، ومجالاته كثيرة. وليست فقط ميادين المعارك هي التي تستنبط الحماسة، إذ غالباً ما يتبادر إلى الأرض أن شعر الحماسة هو الشعر المتعلق بالحرب، الذي يصف المعارك ويشيد بالأبطال ويتوعد الاصحاب. ورثاء أبطال المعارك، ومدحهم، أو فخر الشاعر ببطولاته في الحرب. فالشعر الحماسي قد نلحظه في مجال الفخر، ومجال الرثاء، ومجال الهجاء، ومجال الغزل. لأن في كل تلك المجالات يتطلب أن يتصف الشاعر أو السامع بالصبر، والجهاد، وتقوية الجأش.. وما إلى ذلك من تحميس للنفس. كما كان يفعل عنترة في غزله الحماسي، حيث يصور نفسه بالبطل الأوحد بين عشيرته لأجل أن يظفر بحب عبلة (توضيح)عبلة.
خصائص شعر الحماسة
- المبالغة في الفخر.
- الاعتداد بالنفس.
- وصف الخصم وصفاً كريكتورياً. أو وصفه بالقوة الزائدة المفرطة.

## كتب الحماسة وشروحها
- شرح حماسة أبي تمام للشنتمري
- شرح ديوان الحمسة للمرزوقي
- شرح ديوان الحماسة للتبريزي
- شرح ديوان حماسة أبي تمام لأبي العلاء المعري
- المبهج في تفسير أسماء شعراء الحماسة، لابن جني
- الحماسة الصغرى المعروف بالوحشيات لأبي تمام